# Chlorochaeta albicatena
Chlorochaeta albicatena är en fjärilsart som beskrevs av W. Warren 1896. Chlorochaeta albicatena ingår i släktet Chlorochaeta och familjen mätare. Inga underarter finns listade i Catalogue of Life.